# Submarí Alpino Bagnolini
L'Alpino Bagnolini va ser un submarí de la Regia Marina.

## Història
Va ser el primer submarí italià a aconseguir l'èxit a la Segona Guerra Mundial: cap a la una del matí del 12 de juny de 1940, de fet, sota el comandament del capità de corbeta Franco Tosoni Pittoni, va llançar un torpede contra el creuer lleuger britànic Calypso (4180 t) que juntament amb el seu vaixell germà Caledon avançava entre Creta i Gaudo: el vaixell va ser enfonsat amb 39 homes al punt 34°03' N i 24°05' E, mentre el Bagnolini va sortir il·lès del bombardeig amb càrregues de profunditat realitzades pels destructors de l'escorta.
Posteriorment es va decidir enviar-lo a l'Atlàntic. El Bagnolini van salpar de Trapani el 9 de setembre de 1940 i a la nit entre el 14 i el 15 van passar l'estret de Gibraltar, després va romandre emboscat davant de Porto del 15 al 27 de setembre i van informar d'un enfonsament, el del transport espanyol Cabo Tortosa (3302 GRT), vaixell neutral i utilitzat per a la funció pública de Huelva a Bilbao però erròniament indicat com al servei aliat pels serveis secrets. El 30 de setembre el submarí va arribar a Bordeus, seu de la base atlàntica italiana de BETASOM.
El 28 d'octubre va salpar per a la segona missió però va haver de tornar a port perquè el mal temps va fer malbé; va arribar a Bordeus el 15 de novembre.
El 8 de desembre va marxar cap a una nova missió a l'oest d'Irlanda i onze dies després es va enfonsar el vapor britànic Amicus (3660 GRT); l'1 de gener de 1941 va xocar amb els canons amb el vaixell d'arrossegament armat Northern Pride i al mateix temps va intentar torpedinar un vaixell identificat com a creuer auxiliar, una acció sense resultats però que va posar el comandant Tosoni Pittoni a la llum davant de tots dos els comandaments italià i alemany. El mateix dia Bagnolini també va ser danyat per un avió, que va aconseguir repel·lir-se i al seu torn danyar.
El gener de 1941 es va decidir destinar a ell i al seu bessó Giuliani a una escola de submarins a Gotenhafen, però aleshores es va decidir assignar a Giuliani sol (més tard el nou comandant de Bagnolini, el tinent de navili Mario Tei, un oficial i 7 vigilants de submarins).
El 23 de juliol de 1941, mentre operava a l'oest de l'estret de Gibraltar, va colpejar un vaixell de vapor i un petroler, però no els va enfonsar.
El gener-febrer de 1942 va operar al sud de les Açores sense obtenir cap resultat0.
El maig de 1942 estava en una missió davant del Brasil i els dies 27 i 28 del mes va impactar amb un petroler d'uns 11.000 TRB, danyant-lo.
El 15 de setembre de 1942, va partir en una nova missió durant la qual va albirar dos vaixells i va ser sotmès a caça antisubmarina per part d'un destructor; finalment va tornar a Bordeus el 17 de novembre sense haver conclòs res.
Entre el 14 de febrer i el 13 d'abril de 1943 va operar davant de Bahia, venendo sent danyat per un atac aeri.
Aleshores es va decidir modificar-lo per poder realitzar missions de transport cap a l'Extrem Orient ; les obres es van acabar el juliol de 1943 i el submarí havia de sortir el mes següent, però els alemanys, preveient una rendició imminent d'Itàlia als aliats, van decidir mantenir-lo a Bordeus on encara es trobava per l'armistici
L'11 de setembre de 1943 va ser capturat, incorporat a la Kriegsmarine amb una tripulació mixta italo-alemanya i rebatejat com a U. IT. 22.
Fins aleshores Bagnolini havia dut a terme 11 missions de guerra (3 al Mediterrani i 8 a l'Atlàntic), cobrint un total de 46.413 milles a la superfície i 3908 sota l'aigua.
El 26 de gener de 1944 va marxar cap a Àsia en la seva primera missió al servei dels alemanys (es tractava d'una missió de transport); el 22 de febrer va ser atropellada per un avió nord-americà a unes 900 milles de l'illa de l'Ascensió, patint danys al seu casc i amb fuites de combustible ; va sol·licitar una cita amb un submarí d'avituallament a unes 500 milles al sud de Ciutat del Cap, però l'11 de març de 1944, en arribar al punt de recàrrega acordat, va ser enfonsat per tres hidroavions PBY Catalina al punt 41°28' S i 17°40' E, amb la mort de tota la tripulació de 43 homes (inclosos 12 italians: el tinent del Cos d'Enginyers Navals Carlo Rossilla, 4 suboficials, 4 subcaps i 3 mariners)